# Manganahalli, Sira
Manganahalli là một làng thuộc tehsil Sira, huyện Tumkur, bang Karnataka, Ấn Độ.